# Archidiakonat lublański
Archidiakonat Lublański − jeden z 4 archidiakonatów archidiecezji lublańskiej, składający się z 4 dekanatów w których skład wchodzi łącznie 49 parafii.
W skład archidiakonatu wchodzą następujące dekanaty:
- Dekanat Ljubljana – Center
- Dekanat Ljubljana – Moste
- Dekanat Ljubljana – Šentvid
- Dekanat Ljubljana – Vič/Rakovnik